# اندی کوما
اندی کوما (انگلیسی: Andy Comeau؛ زادهٔ ۱۹ اکتبر ۱۹۷۰) بازیگر اهل ایالات متحده آمریکا است.

کوما بازیگر آمریکایی است. شباهت کوما به تام هنکس به او کمک کرد تا در موزیک ویدیوی سال ۱۹۹۶ نقش فارست گامپ را برای آهنگی از ویرد ال یانکوویچ بدست بیاورد. کوما بیشتر به‌خاطر بازی در نقش تئودور (تدی) هافستودت در مجموعه نمایشی هاف (۲۰۰۴–۲۰۰۶) شناخته شده‌است. او همچنین در فصل چهارم سریال دکتر هاوس در نقش دکتر تراویس برنان (سال ۲۰۰۷) حضور داشت.

## زندگی و شغل
کامو اندکی پس از دستیابی به موفقیت برای ایفای نقش گامپ، در فیلم (8Heads in a Duffel Bag)، (محصول سال ۱۹۹۷) با جو پشی، دیوید اسپید و کریستی سوانسون هم‌بازی شد. در سال ۱۹۹۹، او در قسمت چهارم از فصل دوم ویل و گریس در نقش اندی فلنر، دوست دوران کودکی گریس ظاهر شد. با بازگشت به پرده نقره ای سینما، کوما نقشی کوتاه اما محوری در داستان مهیج رابین ویلیامز، عکس یک ساعته (سال ۲۰۰۲) داشت. او همچنین در قسمت ۱ سریال ذهن‌های جنایتکار به عنوان مهمان در نقش یک قاتل زنجیره ای که به‌صورت تصادفی زنان را می‌ربود و قبل از اینکه آنها را چند روز زندانی کند، شکنجه و آزارشان می‌داد و سپس غرق‌شان می‌کرد، بازی کرد. کامو برای سریال کوتاه مدت هاف (۲۰۰۴–۲۰۰۶) نقش تدی هافستودت، برادر نامتعادل ذهنی دکتر کریگ هافستودت از هنک آزاریا را به تصویر کشید. اندکی پس از پایان آن برنامه، او در سال ۲۰۰۷ در چندین قسمت از سریال دکتر هاوس ظاهر شد. شخصیت وی، دکتر تراویس برنان، متخصص همه گیرشناس (اپیدمیولوژیک) بود. در سال ۲۰۱۰، کامو نقش یک بیمار جراحی پلاستیک را در فصل آخر مجموعه تلویزیونی جراحی پلاستیک به تصویر کشید و در یک تبلیغات بیمه پیشرفت خودرو ظاهر شد. از فعالیت‌های کامو در تئاتر می‌توان به Cherry Orchard, Biloxi Blues, The Tempest و A Midsummer Night’s Dream اشاره کرد. او رهبر گروه و ساکسیفونست گروه موسیقی Vaud and the Villains در لس آنجلس است، یک گروه موسیقی ۱۹ قطعه ای در نیواورلئان با تم و حال و هوای دهه ۱۹۳۰ با رقصنده‌ها و کلمات عامیانه. نام هنری وی در این گروه Vaud Overstreet است.